# Ройлянка (Саратский район)
Ройлянка (укр. Ройлянка) — село, относится к Саратскому району Одесской области Украины.
Население по переписи 2001 года составляло 1747 человек. Почтовый индекс — 68240. Телефонный код — 4848. Занимает площадь 3,26 км². Код КОАТУУ — 5124585201.

## Местный совет
68240, Одесская обл., Саратский р-н, с. Ройлянка, ул. Шевченка, 54а. Сельский глава - Валерий Коринь